# Mont Amiata
Le mont Amiata est un volcan éteint des Apennins, culminant à 1 733 m, qui se situe non loin de la Maremme, du Val d'Orcia et du Val di Chiana aux confins de la Toscane près de l'Ombrie et du Latium.
Il s'agit d'une montagne comportant plusieurs pics distincts, de petits lacs[réf. nécessaire] et des roches volcaniques riches en cinabre, le minerai dont est extrait le mercure. Ses eaux se rassemblent pour former le fleuve Fiora  depuis la Peschiera de Santa Fiora.
Il est compris en partie sur la province de Grosseto et en partie sur celle de Sienne, sur une large zone des communes de :
- Abbadia San Salvatore (SI) ;
- Piancastagnaio (SI) ;
- Santa Fiora (GR) ;
- Arcidosso (GR) ;
- Castel del Piano (GR) ;
- Seggiano (GR) ;
- Castell'Azzara (GR).

## Pics secondaires
Versant Grosseto
- Poggio Trauzzolo (1 200 m) ;
- Monte Labbro (1 193 m) ;
- Monte Civitella (1 107 m) ;
- Monte Buceto (1 152 m) ;
- Monte Aquilaia (1 104 m) ;
- Monte Calvo (930 m).

Versant siennois
- Poggio Zoccolino (1 035 m) ;
- Poggio Le Perazzette à la frontière des deux provinces (922 m) ;
- Poggio Roccone (913 m).